# Вэньсю
Вэньсю из рода Эрдэт (кит. 額爾德特·文繡, 20 декабря 1909 — 17 сентября 1953) — наложница и вторая супруга Пу И, бывшего императора Китая. Монголка по происхождению.

## Биография
Наряду с Пу И и Вань Жун покинула Запретный город в 1924 году и прибыла в Тяньцзинь на правах его «младшей жены». В 1931 году она добилась от Пу И развода, но при этом была лишена всех императорских привилегий и званий. Много позже, в 1947 году, она вышла замуж за Лю Чжэньдуна.
В 2004 году представители Императорского Дома династии Цин не предоставили Вэньсю посмертного титула (в отличие от других наложниц, например, Тань Юйлин), сославшись на понижение её в статусе после развода с Пу И.

## Образ в кино
- 1987 - Последний император - роль Вэньсю исполнила Вивиан Ву.